# 痛快!エブリデイ
痛快!エブリデイ（つうかい!エブリデイ）は、関西テレビで生放送していた関西ローカルの情報番組である。この項目では前身である『やる気タイム・10』についても詳述。

## 概要

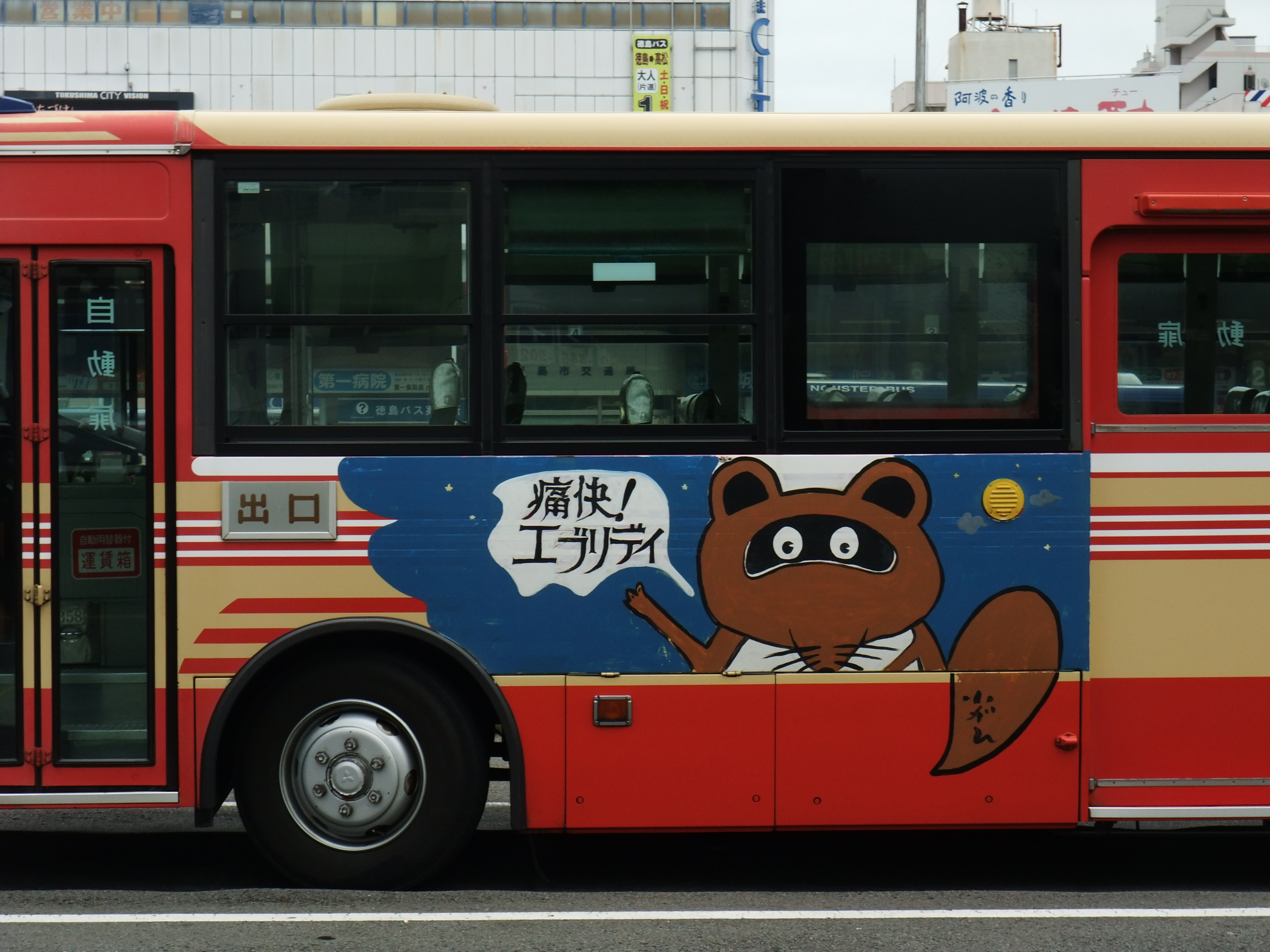
徳島県小松島市営バスで運行されていた路線バス。番組の企画で芦屋小雁がペイントしたもの。

1993年4月、桂べかこ（現・桂南光）と笑福亭松葉が司会を務めた生活情報番組『やる気タイム・10』が前身で、半年後の番組再編・リニューアルで10月4日より『痛快!エブリデイ』と番組名を変更して放送開始。
番組当初は『やる気タイム・10'』から続けて南光と松葉、そして関西テレビアナウンサーの関純子を加えた計3名が番組の司会を務めていた。家庭の主婦を主なターゲットとしており、社会問題、日常生活、流行アイテムなど様々なジャンルの情報を取り扱う。
放送開始から長らくモノラル放送であったが、2008年1月7日放送分からステレオ放送に変更された。また、これと同時に、オープニングテーマとタイトルロゴ、スタジオのセットが新しい物にそれぞれリニューアルされた。
番組最高視聴率は2001年1月8日の回の16.2%であった。
2004年10月より火曜と金曜に実施していた生中継を廃止するなど、企画を大幅に変更。
2008年1月のリニューアルでは全曜日を通してニュースコーナーを新設。以前は芸能ニュースについて（特にゴシップといったジャンルの話題）は扱ってこなかったが、これを機に一部取り扱うようになった。
その後「本音を通して大阪らしい情報や娯楽を提供してきたが、その使命を全うした」(スポーツニッポンの報道で寄せたコメント)という理由で、2008年6月27日で番組が終了し、14年9ヶ月の歴史に幕を閉じた。放送回数は3,707回。『発掘!あるある大事典II』の捏造問題で大きなダメージを受けた関西テレビの制作費削減と、「（後継番組が）視聴者と心で繋がる番組を作りたい」という同局側の意向も一つの理由とされている。後継番組は『ごきげんライフスタイル よ〜いドン!』。ニュース・芸能を扱わず、街角の話題やライフスタイルなどをテーマにしたVTRとスタジオトークを展開している。進行は藤本景子（関西テレビアナウンサー）が担当しており、レギュラーパーソナリティとして円広志を起用している。

### 阪神・淡路大震災の時の対応
1995年1月17日早朝に近畿地方を襲った阪神・淡路大震災の際には、発生翌日の1月18日から2月2日までの3週間、通常の企画を休止して震災関連一色の内容に特化した。“危機の報道より安心のための生活情報”を震災企画のコンセプトに掲げ、FAXや電話などから収集した生活情報や、ビデオレターによる安否情報などを放送するなど、被災者への最新情報を最大限に伝えた。また、司会の桂南光が震災で壊滅的被害を受けた神戸市の被災地を訪れ、被災者へインタビューする企画も随時組まれた。なお、震災発生から4日後の1月20日の午後2時から「痛快!エブリデイ 阪神大震災緊急特番」を放送した。

### エブリ寄席
また、毎年8月ごろには「エブリ寄席」が放送され、主に漫才、コント、落語、大喜利が行なわれる（これは事前収録のため、この時に南光・関などが夏休みを取っている）。南光曰く、大喜利の司会は大変らしく、メンバーが司会者の言うことを聞かないのだとか。桂雀松、桂小枝、桂雀々以外は月曜日の「男がしゃべりでどこが悪いねん!」のレギュラー出演者である。番組終了後も、「扇町寄席」と改題して企画は継続している。
- 大喜利の出演者
  - 司会…桂南光
  - アシスタント…関純子
  - メンバー…桂ざこば、桂雀々、桂小枝、桂きん枝、中田ボタン、桂雀松（2005年から登場）。
    - また2005年は、ほんこんが出演していた。

### 番組終了後の動き
桂南光は、2021年の誕生日（12月8日）で古希（70歳）へ達することを前提に、同年1月から落語家として「古希記念　桂南光独演会」を日本国内の23ヶ所で開催。6月26日に大阪松竹座で開催した高座で千穐楽を迎えた。そこで、当番組を制作していた関西テレビでは、千穐楽の高座のダイジェストを主体に『桂南光　古希記念特別番組』を8月8日の未明（2:20 - 3:20）に放送。幕間の収録企画として南光と関を（当番組の終了から）13年振りに対談させたほか、当番組のアーカイブ映像から、第1回・第1000回（1997年9月29日放送分）・第1500回（1999年9月27日放送分）・「第3000回記念スペッシャル」（2005年9月5日放送分）・第3499回（2007年8月31日放送分）のオープニング映像を特別に流した。ちなみに、第1000回の放送日は関西テレビの本社機能が現在の社屋（カンテレ扇町スクエア）へ移転する3日前で、当日は「なんでもアリーナ」（同社屋1階のスタジオ）から公開生放送を実施していた。

## 放送時間
表記は全てJSTとする。
月曜 - 金曜 午前9:55 - 11:10
- この番組の放送時間中、同じフジテレビ系列局である東海テレビは自社制作の番組『ぴーかんテレビ』（2011年終了）を、フジテレビ他では『ハピふる!』を放送していた。
- 祝日には、平常11:10 - 11:25に放送される通販番組『昼ショップ 買物検討使』を休止し、スペシャルと称して11:25まで放送することがある。

## 出演者

### 司会
- 桂南光（放送開始当初から約1ヶ月間は、桂べかこ名義で出演していた。）
- 関純子（関西テレビアナウンサー）

過去の司会者
- 笑福亭松葉（のちの7代目笑福亭松鶴[注釈 2]。当初司会は、上記2人との3人体制であった。）
- 吉岡美賀子（当時関西テレビアナウンサー、関の産休中に司会となった。）
- 阿部宏美（元ニッポン放送アナウンサーで当時フリーアナウンサー、関の2度目の産休中に司会を担当。）

### ナレーション
- 畑中フー - 関ジャニ丸ちゃんの「ただいま修行中」担当
- きしめん - 「ニュース！今日の7人」月〜水曜日担当
- 豊田康雄（関西テレビアナウンサー） - 木・金曜日担当

過去のナレーション
- 岡本栄（関西テレビアナウンサー）
- 林弘典（同上）
- 岡安譲（同上）

他

## 前半の企画

### ニュース!今日の7人
2008年1月7日からスタートした、月～木曜日の通し企画。新聞の記事から政治、社会、芸能など気になるニュース7項目をピックアップし、南光と曜日レギュラー、ゲストが議論するというもの。ナレーションは月～水曜はきしめん、木曜は豊田康雄が担当。

### エンタメ!今週の7人
2008年1月11日から毎週金曜日の前半に放送される、「ニュース!今日の7人」の芸能・スポーツバージョン。一週間の芸能界・スポーツ界のニュースを振り返る。進行はチャド・マレーン。

## 各曜日のメイン企画と出演者

### 男がしゃべりでどこが悪いねん!
前身は桂春蝶、月亭八方等が出演した『ワイドショーWHO』「男の井戸端会議」。月曜に行われる企画。通常はゲストも含めて男性出演者のみで、1週間のニュースを振り返る。その合間に小話を織り込んだり、出演者のキャラクターに合わせて話を振ったり（「犯罪ネタは中田ボタン」など）、南光曰く「大喜利」状態で繰り広げられる（これはエブリ寄席の大喜利でも見られる）。関はオープニングとエンディングしか出演しないが、女性に関係する問題を取り上げるときなどに限って参加する事もある。同曜日のみ全編生放送。
2011年11月3日に南座で行なわれる南光の還暦記念落語会にて復活、また2013年1月5日、10:00から1時間番組「正月から男がしゃべりでどこが悪いねん!」の特番として復活。
レギュラー出演者
- 桂ざこば（番組内で激昂、号泣することがよくあるため、生放送にもかかわらずラテ欄に「ざこば号泣」などと予め書かれることが多い）
- 桂きん枝
- 中田ボタン
- 大平サブロー

準レギュラー（不定期）
- 笑福亭鶴光
- ほんこん
- 宮崎哲弥（評論家）
- 黒沢年雄
- ルー大柴
- 八代英輝（弁護士）
- 玉木正之（スポーツライター）
- ジェフ・バーグランド
- ケント・デリカット　など

過去のレギュラー
- 大竹まこと（文化放送『大竹まこと ゴールデンラジオ!』開始に伴い。過去を振り返るVTRを放送した）
- 横山ノック（大阪府知事選挙に出馬するまで出演した。1994年9月まではMBSラジオ『それゆけ!月曜横山ノック』のパーソナリティーを担当。ノックは当番組の本番を終えると毎日放送本社のラジオスタジオへ直行していた。）
- 若林正人
- 月亭可朝(ABCラジオ『はい!可朝ですABC』が終了した1995年4月以降に出演。)
- 河内家菊水丸(MBSラジオ『朝はトコトン菊水丸』開始に伴い。)

### ニュースバラエティ 朝からおネエでどこが悪いのよ!
火曜に行われる企画として2007年10月2日からスタート。「男がしゃべりでどこが悪いねん!」のおネエバージョンとされる。
レギュラー出演者
- ピーコ（ご意見番）
- 丸山隆平（関ジャニ∞）
- 山咲トオル
- 小椋ケンイチ
- NON STYLE（隔週）
- 天津（隔週）
- 八代英輝（弁護士、隔週）
- 山本健治（フリーライター、隔週）
- 中井雅之（進行役）

### 旅する!水曜日
水曜に行われる企画。芸能人が日本各地を訪れ、温泉やグルメなどを嗜むというもの。かつては、火曜に行われた名物企画「わがまま気ままぶらり旅」としてリニューアルとなる。
レギュラー出演者
- 桂小枝
- オール阪神
- 増田英彦（ますだおかだ）
- 三津谷葉子
- 桂春菜
- ダイアン
- 青空
- 関口照生（写真家）
- 中井雅之（進行役）

### モーレツ! 怒りの相談室
木曜に行われる企画。一般市民たちが社会に対し抱いている疑問や怒りの声を、この曜日を使い調査し、相談に乗る。視聴者たちから送られてくる怒りの声は、国、地方自治体、社会保険庁、郵便局などの公に対しての声、架空請求詐欺やその他詐欺行為など、一部の悪徳業者が行っている犯罪紛いの商行為に対しての声が多い。コメンテーターを務めるゲスト出演者が2名、弁護士が1名いずれも週代わりでスタジオに登場し、彼らが視聴者たちの相談役となる。この曜日で怒りのスペシャリストとしてレポーターを務める中井雅之は、ゴミの不法投棄、自転車の路上放置、公道での路上駐車などが行われている現場へと赴くことがある。番組の放送中も、FAXを通じ視聴者たちから怒りの声を募集している。紹介された怒りの声に対し送られてきた反響FAX（私も似たようなことがあった、など）は、番組の終了直前に読み上げられる。ちなみに怒りの声が採用された視聴者を「怒り主（いかりぬし）」と呼ぶ。
この企画で一般市民たちの意識と役所に勤める公務員たちとの意識の差異が明らかになることが多く、司会の南光も毎週「役所はそんなところです」とコメントするという状態である。
後によみうりテレビ制作分の水曜SUPER SURPRISE（2009年12月までは木曜）の原点となった。
ジャーナリスト
- 大谷昭宏

ゲストコメンテーター
- 海原しおり
- オール巨人
- 立原啓裕
- 正司花江
- 辻本茂雄
- ハイヒールリンゴ
- 未知やすえ
- 宮川花子
- 三島ゆり子

リポーター
- 小林万希子
- 駒田真紀
- 小山浩子
- 中井雅之（「怒りのスペシャリスト」）
- 桂こごろう（「こごろう怒りの小噺」桂南光の弟子）
- 堀田篤（関西テレビアナウンサー）

弁護士
- 尾崎博彦
- 橋口玲
- 森直也
- 満村和宏

弁護士（過去の出演）
- 桂充弘
- 小寺一矢

※タイトルの由来は、かつて毎日放送で放送されていた「モーレツ!!しごき教室」から。

### おいしい♥金曜日
金曜に行われる企画。なお、2017年4月から2021年3月までNHK大阪放送局が制作し、総合テレビで全国放送していたバラエティ番組『ごごナマ おいしい金曜日』とは無関係。
レギュラー
- 喜味こいし
- 堀ちえみ
- 桂雀々
- タージン
- オーケイ
- プラスマイナス
- チャド・マレーン
- 宇都宮まき
- 桂雀松
- 島崎保江（島崎俊郎の妻）
- 城谷けいこ（城みちるの妻）
- 池田明子（梅沢富美男の妻）
- 丸山かづ代（丸山和也の妻）
- 小野芳子（小野ヤスシの妻）
- 小林昭子（小林すすむの妻）
- 織茂加緒里（おりも政夫の妻）
- 斎藤真起子（斎藤洋介の妻）
- 相崎弘美（あいざき進也の妻）

## 過去に行われていた企画

### わがまま気ままぶらり旅
かつて火曜に行われていた企画。芸能人が日本各地を訪れ、温泉やグルメなどを嗜むというもの。ハイヒール・モモコとその夫、子供たちがゲストで出演することが多く、実質準レギュラーという状態になっていた。
そして番組のオープニングと後半に、関西各地から中継するコーナーを内包。夫婦漫才のかつみ♥さゆり、「あるある探検隊」でブレークする前のレギュラー、後にM-1グランプリを受賞するブラックマヨネーズらがこの曜日の中継レポーターを担当していた。

### 特集企画
かつて水曜に行われていた企画。毎回一つのテーマを元に特集を組む。年末には、その他の曜日も巻き込み「アカンデミー大賞」が開催される。

### とれたて! 得ダネ情報局
かつて金曜に行われていた企画。家庭の主婦のため、暮らしに役立つ情報を毎週この日に紹介していた。関西各地の商店街や百貨店、スーパーからの中継コーナーも内包し、六車奈々やマイク仲田らが担当していた。

### 南光・ピーコの気になる?!
2004年10月から2007年3月まで火曜日に行われていた企画。レポーターとしてビッキーズも出演。

### こんとい亭
2004年10月から2007年12月まで金曜に行われていた企画。大阪市北区にある架空の「一膳めし屋 こんとい亭」を舞台に行われる。番組のレギュラー出演者が、客として来店するゲスト出演者が好みとする食材を調達し、和食、洋食、中華の3人のTEC日調講師（料理人）が考案したメニューの中からひとつを選んでスタジオで調理された。

### 週刊なんジャニ!?
2007年4月3日から2007年9月26日まで火曜日に行われていた企画。関ジャニ∞の丸山隆平と、お笑いコンビのNON STYLE・天津を新レギュラーに迎えて送る。2007年3月末までの火曜の企画「南光・ピーコの気になる?!」のコンセプトはそのまま残し、教育・お金・医療問題など世間で気になる情報を送る。また、丸山隆平が昭和時代の懐かしい物を紹介するVTRコーナーもある。「南光・ピーコ - 」時代から続いている後半コーナーの「江原啓之 心の処方箋」は継続される。また、江原啓之が生出演する場合は全編「心の処方箋スペシャル」として放送される。また「辛口ピーコのファッションチェック」も不定期で実施する。

### 痛快!エブリデイドラマ
この番組自体を舞台にしたテレビドラマが番組内で制作、放送されたことがある。
- 「エブリディを抹殺せよ!?」（2004年3月）

番組宛てに何者かからの脅迫状が届き、その犯人を南光を始めとする番組レギュラー陣が突き止めていくというストーリーで進行する。実際にレギュラー出演者陣が自身の役を演じた。

## スタッフ
- 構成：
  - 月曜日 本多正識、さいとうわに、過去には吉田清
  - 火曜日 上田信彦、伊東桂子、重村千恵、安田昌子
  - 水曜日 戸田学、鹿島我、近藤一朗
  - 木曜日 市川亮、中村達也
  - 金曜日 佐伯勝、鹿島我、戸田学
- ブレーン：
  - 月曜日 小松照昌、永岑広憲
  - 火曜日 織田洋子、近藤一朗、永岑広憲、平野友介
  - 水曜日 新井将吾、寺前富雄、中川晋一、赤松利恵、成田周平
  - 木曜日 吉富有治、藤井千恵、弘中真由、高柳保男、野村涼、永岑広憲、平野友介
  - 金曜日 北村りん、百武祥子、小松照昌、中川晋一
- デスク：梅津千裕
- 技術：西村武純、朝倉康博、松林正和、中居龍紀、日浅宏一、中西基、塚本滋喜、尾山貴勇、油野邦彦
- 照明：中島啓、金子宗央、中村貴志 ／ 高久順二郎・荒井由紀雄・高松敏雄・須賀半二・原口祥明（大阪共立）
- 音声：筒井亨、宮島雅俊、橋本佳樹、坂田常夫、長谷川周作 ／ 杉香登・浦嶋静（ウエストワン）
- 美術：日下部稔
- デザイン：山本直人（月）・（火）・（木）・（金）、井内克信（水）
- CG：Bench（2008年1月7日以降）
- 取材ディレクター：
  - 火曜日 三谷祐二、中西常之、加来洋一、深坂崇夫、小玉和也
  - 水曜日 都間清之、安達頼子、中西常之、西川和子、坂本佳則
  - 木曜日 野手正敦、山本真、萩原崇
  - 金曜日 北辻明裕、宮河直子、白井絵里子、藤田勝之、西野佳、山中基靖
- ディレクター：
  - 月曜日 野手正敦、堀部茂世
  - 火曜日 安東忍、長谷川ユキ
  - 水曜日 加藤雅也、相馬芳匡
  - 木曜日 堀部茂世、安東忍
  - 金曜日 相馬芳匡、加藤雅也
- プロデューサー：松澤真木 ／ 安東忍（月）・（水）・（金）、加藤雅也（月）・（火）・（木）
- 映像協力：フジテレビ
- 制作著作：関西テレビ

### 過去のスタッフ
- プロデューサー⇒企画：苧木晃
- プロデューサー：式地学、小川悦司（ＡD→ディレクター）、水戸徹
- ディレクター：番能和也、染井英希、徳岡太郎、豊福陽子、生垣晃、川村徹也、東野和全、細川陽子、岸本洋介、勝野彰洋、出口順子、塩崎智晴、松尾康之
- 構成：大森勇、砂川一茂
- ブレーン：清水良一、小森直樹　日比野木実、辻岡克昌
- デスク：荻原奈津子
- 美術：辻真一
- CG：ディー・アンド・エルリサーチ株式会社（初期〜2007年12月25日まで）
- 協力：辻学園調理・製菓専門学校（金）